# Yamashiro (cuirassé)
Pour les articles homonymes, voir Yamashiro.
Le Yamashiro (山城) est le second cuirassé de la classe Fusō. La construction commença au chantier naval de Yokosuka en novembre 1913, le lancement eut lieu le 3 novembre 1915 et la mise en service actif le 31 mars 1917. Il est le premier navire japonais équipé de catapultes pour avions. Son nom vient de la province de Yamashiro dont Kyoto est la ville principale.

## Historique
La Première Guerre mondiale ne vit aucune action entreprise par les navires de ligne japonais.

Mais dans les années trente, les limitations du traité de Washington restreignant le nombre et le tonnage des cuirassés, il apparut plus judicieux de moderniser les navires existants.
Le Yamashiro subit une refonte entre décembre 1930 et mars 1935. Les 24 chaudières (18 à charbon et 6 à mazout) Miyabara produisant 24 000 cv furent remplacées par de nouvelles chaudières à mazout Kanpon totalisant 75 000 cv. Des protections de coque contre les torpilles furent installées, ce qui augmenta sa largeur de 29 à 30,6 m. La poupe fut alors allongée de 8 m pour améliorer la finesse et retrouver la vitesse perdue. Le blindage de pont fut augmenté de 7 pouces (18 cm) sur 3 ponts. L'élévation de l'armement principal s'accrut, passant de 30 à 43 degrés, augmentant la portée. Les tubes lance-torpilles furent supprimés. La cheminée avant disparut, mais comme sa conversion eut lieu plus tard, le Yamashiro possédait quelques légères différences avec le Fusō, son jumeau, notamment le mât « pagode » culminant à près de 50 m au-dessus du pont, la disposition des tourelles centrales dirigées vers l'arrière ayant permis d'agrandir la superstructure à l'avant (voir image ci-dessous). 8 canons de 127 mm (5"/40) anti-aériens furent installés par paire sur les superstructures avant et arrière. Des canons antiaériens de 25 mm Type 96 furent encore rajoutés après la bataille de Midway.

## La seconde guerre mondiale

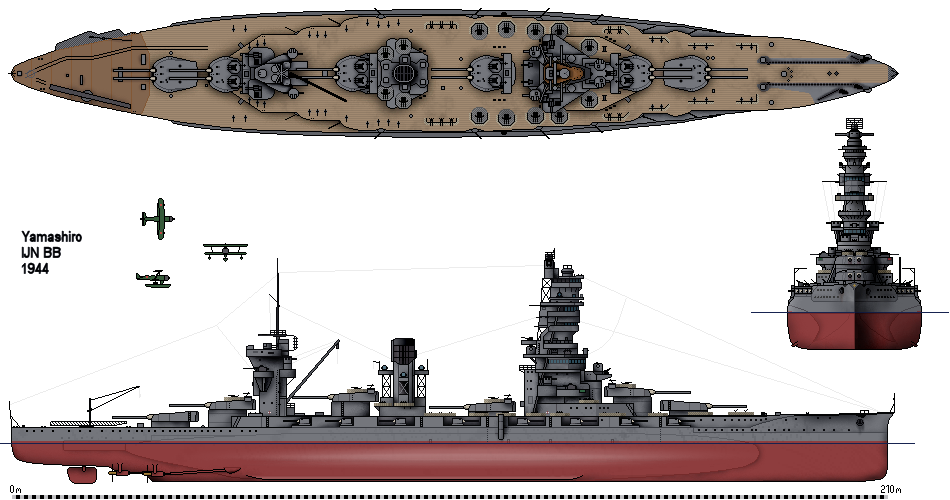
Dessins du Yamashiro tel qu'il apparaissait en 1944

À cause de sa vitesse trop lente et de son obsolescence, il ne fut pas utilisé pour la protection des porte-avions japonais et resta confiné à la défense côtière du territoire japonais ainsi qu'à des tâches d'entraînement, ne participant à aucun engagement contre les forces américaines jusqu'en 1944.
Lors de la bataille du Détroit de Surigao, dans la nuit du 25 octobre 1944, il est attaqué et coulé par les bâtiments de l’U.S. Navy, recevant 4 torpilles tirées par les destroyers et de nombreux obus de 356 et 406 mm de la part des cuirassés et croiseurs américains, dont certains comme le USS West Virginia avaient été gravement endommagés lors de l'attaque de Pearl Harbor.
Son jumeau, le Fusō fut détruit au cours de la même bataille.
Seuls 3 rescapés furent sauvés par les navires de l’U.S. Navy, les 150 autres marins, refusant les secours, moururent en mer.

## Épave
En 2017, le navire océanographique de Paul Allen RV Petrel a examiné les épaves des cuirassés japonais Yamashiro et Fusō dans le détroit de Surigao.